# 青木保外志
青木 保外志（あおき やすとし、1949年1月2日 - ）は、日本の実業家、薬剤師。クスリのアオキホールディングス創業者。

## 人物・来歴
石川県立金沢桜丘高等学校を経て、1972年昭和薬科大学薬学部卒業。
1976年に兄の青木桂生とともに青木二階堂薬局を設立し、監査役就任。1985年クスリのアオキ設立、代表取締役専務就任。1999年クスリのアオキ代表取締役副社長。
2003年からクスリのアオキ代表取締役社長を務め、在任中売上高を5倍に成長させ、2011年には東京証券取引所市場第1部への上場を実現した。
2014年クスリのアオキ取締役最高顧問。2016年クスリのアオキホールディングス取締役最高顧問。2019年食品産業功労賞受賞。

## 親族
元クスリのアオキホールディングス取締役会長の青木桂生は兄。クスリのアオキホールディングス代表取締役社長の青木宏憲とクスリのアオキホールディングス取締役副社長の青木孝憲は甥。